# فردی استیل
فردی استیل (انگلیسی: Freddie Steele؛ ۱۸ دسامبر ۱۹۱۲ – ۲۲ اوت ۱۹۸۴) یک بوکسور، و هنرپیشه اهل ایالات متحده آمریکا بود.

## فیلم‌شناسی
از فیلم‌ها یا برنامه‌های تلویزیونی که وی در آن نقش داشته است می‌توان به سرگذشت سرباز جو اشاره کرد.